# Mozi
Pour l’article homonyme, voir Mozi (satellite).
Mozi, appelé encore Mö-tseu ou Möti (chinois : 墨子 ; pinyin : mòzǐ ; Wade : Mo Tzu, latinisé Micius, littéralement « maître Mo »), de son vrai nom Mo Di (墨翟, mò dí), est un philosophe chinois qui vécut de 479 à 392 av. J.-C. pendant les périodes des Printemps et des Automnes et des Royaumes combattants.
Ses écrits fournissent peu de renseignements sur le personnage bien que certaines anecdotes semblent laisser penser qu'il était originaire d'un milieu d'artisans. Cette extraction relativement modeste a conduit certains historiens marxistes à le considérer comme un penseur prolétarien en opposition aux penseurs confucéens liés à la noblesse.
Il commence par adhérer au confucianisme avant de s'en démarquer significativement et de créer sa propre école de pensée, le moïsme, dont les thèses se révèlent une remise en cause à la fois des enseignements confucianiste et taoïste. Loin de se borner à la recherche doctrinale, cette école s'organise au cours des IVe et IIIe siècles av. J.-C. en un mouvement militaro-religieux, composé de redresseurs de torts et d'ardents défenseurs de la paix par la création de brigades initiées aux arts martiaux, ayant uniquement un but d'interposition. Son discours est aussi empreint d'un antimilitarisme aigu, certainement lié à la situation de la Chine à ce moment de son histoire.

## Œuvre

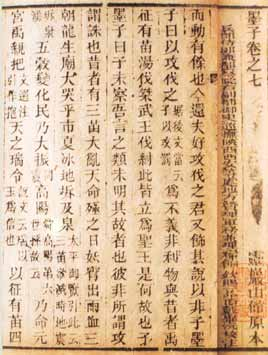
Page du septième volume du Mozi (墨子卷之七).

L'ouvrage contenant la pensée de Mozi et de ses adeptes place le critère d'utilité au centre de sa démarche. Le seul critère sur la base duquel doit finalement être jugée une doctrine est le bien qu'elle apporte au peuple. Ce point de vue amène Mozi à effectuer une charge en règle contre Confucius, qui privilégie un point de vue éthique. L'exemple le plus fréquemment cité est celui des rites funéraires, que la tradition de piété filiale et la stricte observance des rites préconisées par Confucius rendent extrêmement contraignants. Les moïstes considèrent qu'une période de deuil de trois ans, généralement observée lors de la perte d'un parent proche, non seulement nuit à la santé de celui qui le porte mais se révèle également nuisible pour la collectivité étant donné qu'elle constitue un frein à l'activité économique.
Les gouvernants ne sont pas plus épargnés : les dépenses somptuaires de la noblesse, les corvées, les impôts et surtout les guerres sont à proscrire car elles sont contre-productives et aboutissent à la ruine des États et à la misère du peuple. Mozi accuse les gouvernants « d'épuiser le peuple à force de corvées et de le ruiner à force d’impôts. Innombrables sont ceux qui meurent de froid ou de faim. En plus de cela, les grands de ce monde lèvent des armées pour attaquer les pays voisins ; ces expéditions durent parfois une année entière, au minimum des mois. Pendant tout ce temps, hommes et femmes sont séparés, ce qui est un sûr moyen de faire diminuer la population. Innombrables sont ceux qui meurent de mauvaises conditions de logement, d'alimentation irrégulière, de maladie, pendant que d'autres se font tuer dans des embuscades, des incendies, des assauts sur des forteresses ou des batailles rangées. »
L'utilitarisme moïste poussé à l'extrême mènera à la remise en cause du principe même de plaisir : agir c'est agir dans un but déterminé. Dans ce cadre, les activités artistiques telle que la musique sont problématiques puisqu'elles trouvent en elles-mêmes leur propre justification.
Question de Mozi à un confucéen :

« Pour quelle raison fait-on de la musique ?

— La musique est plaisir.

— Vous n'avez pas répondu à ma question. Si je vous demande pour quelle raison on construit des maisons, et que vous me répondiez : « Pour se protéger du froid l'hiver, de la chaleur en été et pour garantir la séparation des hommes et des femmes », alors vous m'auriez donné la raison pour laquelle on construit des maisons. Or, je vous demande pour quelle raison on fait de la musique, et vous me répondez que la musique, c’est pour le plaisir, c'est comme si, à la question : « Pourquoi des maisons ? », vous me répondiez : « Les maisons, c’est pour les maisons. » »

En effet, « musique » et « plaisir », bien que se prononçant yue et le, s'écrivent avec le même sinogramme, 乐 (ou en caractère traditionnel 樂).
Le concept d'amour universel développé par les moïstes diffère de l'amour pour autrui défendu par les confucéens en ce qu'il ne relève pas du sentiment ou de l'émotion mais plutôt d'un souci d'équité. L'amour selon les confucéens procède par cercles concentriques, partant du noyau de la famille et s'étendant vers des sphères de plus en plus larges : les relations de travail, la ville, sa région, son pays et enfin le monde. La priorité va donc d'abord à ses proches qui méritent le plus notre amour et notre soutien, puis envers les gens avec qui nous avons des relations sociales variées se caractérisant dans l'idéal confucéen par une « éthique de réciprocité » des dons et des services. L'amour confucéen est aussi un amour hiérarchisé qui reconnaît dans l'affection et la bienveillance toutes les obligations que se doivent les individus selon leur position dans l'ordre social. Une célèbre phrase de Confucius dit : « Entre les quatre mers, tous les hommes sont frères » ; cette citation doit ainsi être comprise non comme un idéal d'égalité entre les hommes, mais bien comme un idéal de bienveillance et de mansuétude au sein d'un ordre hiérarchique inégalitaire. En effet, le terme chinois pour frère est xiongdi, 兄弟, qui se décompose en deux caractères : xiong, 兄, « grand frère » et di, 弟, « petit frère ». Or pour Confucius, le rapport grand frère/petit frère est de nature inégalitaire : le petit frère doit le respect envers son grand frère et le grand frère doit protéger et conseiller son petit frère.
L'amour que prône Mozi est par contre un amour universel (jian'ai, 兼愛), qui ne fait pas de choix partial entre les personnes aimées, mais qui s'adresse de manière égale à toute l'humanité : « Pratiquer la vertu d'humanité (ren), cela consiste à s'employer à promouvoir l'intérêt général et à supprimer ce qui nuit à l'intérêt général ». Selon Mozi, tout le mal sur Terre provient de la haine des hommes et de la volonté de les spolier et de les opprimer. Or cette haine provient de l'amour de soi-même au détriment des autres ainsi que de l'amour des siens au détriment des étrangers et des inconnus : « À présent, les seigneurs féodaux ont appris à n'aimer que leur propre État et non ceux des autres. C'est pourquoi ils n'ont aucun scrupule à attaquer l'État des autres. Les chefs de maison n'ont appris à n'aimer que leur propre maison et non celle des autres. C'est pourquoi ils n'ont aucun scrupule à usurper d'autres maisons. Et les individus n'ont appris qu'à aimer eux-mêmes et non autrui. C'est pourquoi ils n'ont aucun scrupule à faire du tort à autrui ». Tant que les hommes auront un amour qui fait des distinctions (bie, 别), il y aura des conflits puisque certaines personnes vaudront mieux que d'autres et que, pareillement, certaines contrées vaudront mieux que d'autres. On cherchera alors à s'en emparer par la force par esprit de conquête et de domination. L'amour par assimilation (jian, 兼) au contraire nous guérit de ces distinctions et favorise grandement la paix au sein de la société : « Il faut donc considérer l'état des autres comme le sien, la maison des autres comme la sienne, la personne d'autrui comme soi-même. Quand les seigneurs féodaux s'aiment les uns les autres, il n'y a plus de guerres; quand les chefs de maison s'aiment les uns les autres, il n'y a plus d'usurpations réciproques, quand les individus s'aiment les uns les autres, il n'y a plus de torts réciproques. (...) Quand tous les hommes de par le monde s'aiment les uns les autres, le fort n'abuse pas du faible, le grand nombre n'opprime pas le petit nombre, le riche ne se moque pas du pauvre, le grand ne méprise pas l'humble et le rusé ne trompe pas l'ingénu » . L'amour selon Mozi suppose l'égalité entre les êtres humains et la primauté du bien commun sur les intérêts personnels. Cet amour universel permet d'octroyer des bienfaits et la paix pour l'ensemble de la population.
Le sens du juste hautement subjectivé par Confucius en ce qu'il s'exprime en situation, laissant l'homme face à son libre-arbitre et à son aptitude à la perfectibilité, est battu en brèche par Mozi qui n'a qu'une confiance toute relative dans la nature humaine (sentiment partagé par les légistes). Pour lui, le sens du juste est un concept qui doit partir du sommet de la pyramide sociale et descendre tous les échelons. Dans ce cadre, la stricte obéissance à ses supérieurs ainsi que la peur du châtiment deviennent les gages de la stabilité et du contrôle social. Ce principe s'applique au sommet de la hiérarchie, le fils du Ciel (l'empereur) tient son sens du juste du Ciel lui-même. Le Ciel retrouve donc chez Mozi une personnalité, une pensée et une volonté qui importait peu pour les confucéens, aux yeux de qui le contrôle de la conduite d'un individu devait plutôt être soumis à la honte de trahir le principe de l'humain plutôt qu'à la crainte de la sanction.

« Ceux qui se conforment à la volonté du ciel et qui cherchent à être bénéfiques les uns avec les autres sont sûrs d'être récompensés. Ceux qui vont contre la volonté du ciel et qui n'éprouvent que haine les uns pour les autres sont sûrs d’être punis. »